# Сирена (созвездие)

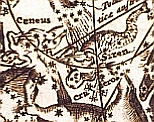

Сирена — непризнанное научным сообществом, историческое созвездие. Единственное изображение этого созвездия обнаружено при изучении коллекции карт и атласов в библиотеке Лейденского университета в 2009 году. Созвездие изображено на планисфере, наклеенной на картон и, предположительно, извлеченной из книги начала XVII века.
Сирена расположена в южной небесной полусфере на месте современных созвездий Муха и Хамелеон.